# Zeta2 Scorpii
Título a ser usado para criar uma ligação interna é Zeta2 Scorpii.
Zeta2 Scorpii (Scorpii) é uma estrela na direção da constelação de Scorpius. Possui uma ascensão reta de 16h 54m 35.11s e uma declinação de −42° 21′ 38.7″. Sua magnitude aparente é igual a 3.62. Considerando sua distância de 150 anos-luz em relação à Terra, sua magnitude absoluta é igual a 0.30. Pertence à classe espectral K4III.